# Шелагин, Евгений Евгеньевич
Евгений Евгеньевич Шелагин (по другим данным — Шилагин, 1910, Санкт-Петербург, Российская империя — 31 декабря 1942, Миллерово, СССР) — советский футболист, нападающий.

## Биография
Родился в 1910 году (по другим данным — 1911) в Санкт-Петербурге в футбольной семье. Средний из братьев Шелагиных (старший — Борис, младший — Валентин). В 12 лет был принят по конкурсу в детскую футбольную школу ленинградского «Динамо», с 1931 года стал выступать за команду мастеров «Динамо», играл за сборную Ленинграда. В чемпионатах СССР выступал за ЦДКА (1936), ленинградские «Спартак» (1938) и «Зенит» (1940).
16 июня 1938 года стал первым футболистом в истории чемпионатов СССР, забившим 5 мячей в одном матче («Спартак» — «Буревестник» Москва).
С началом Великой Отечественной войны был эвакуирован в Казань вместе с другими футболистами ленинградского «Зенита», работал на оптическом заводе. Был призван в Красную Армию и направлен в 110-ю танковую бригаду 18-го танкового корпуса. Участник Сталинградской стратегической наступательной операции.
Евгений Шелагин умер 31 декабря 1942 года в госпитале, ранения получил в бою за город Миллерово. Был похоронен в этом же городе, в братской могиле 3.

## Семья
Жена — Ольга Васильевна Шелагина.
Дочь — Надежда Евгеньевна Хрусталева (Шелагина)